# Leucotmemis felderi
Leucotmemis felderi là một loài bướm đêm thuộc phân họ Arctiinae, họ Erebidae.